# Région de Pembina Valley
La région de Pembina Valley est une division du Manitoba au Canada.

## Démographie
En 2011, la vallée contenait 60 656 habitants.